# Police and Thieves (álbum)
Police and Thieves é o álbum de estréia de Junior Murvin. O registro, considerado um clássico do reggae produzido por Lee "Scratch" Perry, foi lançado em 1977. A repercussão de sua faixa título rendeu-lhe uma regravação do The Clash ainda no mesmo ano.

## Faixas
Todas as múscias de Junior Murvin e Lee "Scratch" Perry; exceto as anotadas.

### Original (LP)
1. "Roots Train"
2. "Police and Thieves"
3. "Solomon" (Murvin)
4. "Rescue Jah Children"
5. "Tedious"
6. "False Teachin" (Perry)
7. "Easy Task" (Murvin)
8. "Lucifer"
9. "Workin' In The Cornfield" (Perry)
10. "I Was Appointed" (Murvin)

### Reedição de 2003 (CD)
1. "Roots Train"
2. "Police And Thieves"
3. "Solomon"
4. "Rescue Jah Children"
5. "Tedious"
6. "False Teachin"
7. "Easy Task"
8. "Lucifer"
9. "Working In The Cornfield"
10. "I Was Appointed"
11. "Childhood Sweetheart" (Murvin)
12. "Bad Weed" (remix)
13. "Roots Train" (remix)
14. "Memories" (B-side de "Police and Thieves")
15. "Rasta Get Ready" (versão reggae de Curtis Mayfield, "People Get Ready")